# مقاطعة شكاي
مقاطعة شِكَاي (بالفارسية: ولسوالی شکی) هي واحدة من 28 مقاطعة في ولاية بدخشان في شمال شرق أفغانستان. تم إنشاؤها في عام 2005 من جزء من منطقة درواز ويقطنها حوالي 26000 ساكن. تقع هذه المنطقة على حدود مقاطعتي نسي وكوف آب في بدخشان وكذلك مقاطعة درواز في مقاطعة بدخشان الجبلية ذاتية الحكم في طاجيكستان.